# Чеботарёв, Сергей Алексеевич
Сергей Алексеевич Чеботарёв (род. 27 января 1971 года) — глава города Тамбова (2017-2019), заместитель главы администрации Тамбовской области (2009—2017), начальник управления культуры и архивного дела Тамбовской области (2006—2009).

## Биография
Сергей Алексеевич Чеботарёв родился 27 января 1971 года в селе 1-Березовка Мучкапского района Тамбовской области.
В 1992 году закончил Тамбовский государственный педагогический институт по специальности «история». Работал учителем истории в средней школе № 16 города Тамбова.
В 1996 году стал победителем регионального конкурса Тамбовской области «Учитель года».
С 1997 по 2000 год — учитель истории лингво-математического лицея № 29 города Тамбова.
С 2000 года — на государственной службе: консультант и советник главы администрации Тамбовской области, начальник управления культуры и архивного дела области.
В 2004 году защитил диссертацию на соискание учёной степени кандидата исторических наук по теме «Отношения государства и церкви в середине 1940-х — середине 1960-х гг». Автор научных и научно-публицистических монографий, статей и сборников, посвященных церковной политике XX века, истории Тамбовского края и его культурному наследию.
С 2009 по 2017 год — заместитель главы администрации Тамбовской области. На этой должности в разное время курировал вопросы взаимодействия с органами местного самоуправления, обеспечения связей с общественностью, открытости власти, развития культуры и туризма, образования и науки, охраны объектов культурного наследия.
В декабре 2014 года включён в резерв управленческих кадров, находящихся под патронажем Президента России.
6 марта 2017 года на заседании Тамбовской городской Думы избран главой города Тамбова.
15 марта 2019 года Тамбовская городская дума утвердила досрочное прекращение полномочий главы администрации облцентра Сергея Чеботарева.

### Семья
Семейное положение: женат, имеет сына и дочь.

## Награды
- Медаль ордена «За заслуги перед Отечеством» II степени (25 марта 2013 года) — за достигнутые трудовые успехи, многолетнюю добросовестную работу и активную общественную деятельность[9][10].
- Лауреат премии «Золотая маска — 2014»[11].
- Награды Русской Православной Церкви.
- Почётная грамота Совета МПА СНГ (28 ноября 2013 года, Межпарламентская ассамблея СНГ) — за активное участие в деятельности Межпарламентской Ассамблеи и её органов, вклад в укрепление дружбы между народами государств — участников Содружества Независимых Государств[12].
- Почётная грамота Министерства культуры Российской Федерации (Приказ № 105-вн от 19.03.2009) - за большой вклад в развитие культуры.
- Благодарность Министра культуры и массовых коммуникаций (Приказ № 451-ВН от 19.03.2008) - за высокий профессионализм в работе и большой вклад в развитие культуры.
- Благодарность Министра культуры России (Приказ Министерства культуры РФ № 213-вн от 15.12.2014).